# 東日本大震災の経済への影響
東日本大震災の経済への影響（ひがしにほんだいしんさいのけいざいへのえいきょう）では、東日本大震災による経済への影響について記述する。
福島第一原子力発電所事故に関わる経済面への影響については「福島第一原子力発電所事故の影響#経済などへの影響」を参照
義援金振込の集中による2011年3月のみずほ銀行のシステム障害については「みずほ銀行#2011年3月に旧みずほ銀行が引き起こしたトラブル」を参照

## 金融
国内株式市場の立会時間の終了時刻は、東京証券取引所が15:00、大阪証券取引所が15:10、名古屋証券取引所・福岡証券取引所・札幌証券取引所がいずれも15:30であるが、東北地方太平洋沖地震（東日本大震災）は2011年（平成23年）3月11日（金曜日）14:46頃に発生したため、各市場にとって終了間際での出来事であった。地震や津波によって発電所が停止し、被災地では広範囲に停電が起きた（参照）が、各市場は停止に至らなかった。
官邸が福島第一原子力発電所事故に伴う原子力緊急事態宣言をしたのは同日16:36、同事故に伴う住民への最初の避難指示は同日20:50であり、いずれも各市場が閉場した後である。地震後から取引終了までのわずかの間であるが市場は反応し、円ドル相場は82円70銭台であったものが地震発生後に83円20銭まで下落した。日経225は地震発生後に1%下落した。
ニューヨーク証券取引所の11日の取引でも、ダウ平均株価が上昇する中、国内の工場が被災した日系企業の株価や米国預託証券 (ADR) 価格は下落した。シカゴ商業取引所での日経225先物取引の11日の終値は9,975円と前日比300円安 となった後、地震後初営業日である3月14日（月曜日）から国内株式の主要指標は大幅に下落し、3月15日には震災や福島第一原子力発電所事故などによる影響が懸念され、日経平均終値は前日比1015円34銭安(-10.55%)の8,341円11銭となり、ブラックマンデー、リーマン・ショックに次ぐ過去3番目の下落率を記録、リーマン・ショック以来の水準となった。
一方の為替市場では、「震災からの復興特需に向けて円が大量に買われるだろう」「膨大な損害保険の支払いのために保険会社が円を大量に買い戻すだろう」「そのために企業は海外資産を円に替える」「その動きが加速したとき手元の円を売れば儲かる」「だから前もって円を買う人が多いだろう」との思惑に投機的な円買いが集中して、円が急騰した。3月14日から3月16日にかけて3日間で約7円急騰した。17日朝には、当初は円安基調から始まった為替相場であったが、買いを呼び、ニューヨーク外国為替市場で79円台で始まった取引が、わずか1時間あまり後のシドニー外国為替市場で一時76円台にまで急騰し、戦後最高値を大幅に更新した。
日本銀行は次々に短期金融市場への資金供給を発表し、計画された供給総額は3月18日までの5日間で約82兆円に膨らんだ。また、先進7か国財務相・中央銀行総裁会議 (G7) での合意を受けて、アメリカ連邦準備制度理事会 (FRB) などによる協調介入が実施された。このため円ドル相場は80円台を回復し、円高にも一応の歯止めがかかった。また日銀当座預金の残高も、週明けの22日には前週末18日に比べて8兆9,200億円増の41兆6,200億円となり、量的金融緩和政策を導入していた2004年3月の約36兆円を上回って過去最高となった。さらに、原子炉事故への対応の進展が伝えられると株価も反発し、3月22日には日経平均株価の終値も9,600円台を回復した。

## 震災不況と震災特需、復興に伴う問題
年別東日本大震災関連倒産の推移（2017年3月末現在）
| 年   | 件数 | 負債総額（百万円） |
| ---- | ---- | ------------------ |
| 2011 | 544  | 744,751            |
| 2012 | 490  | 615,017            |
| 2013 | 333  | 124,471            |
| 2014 | 175  | 46,451             |
| 2015 | 141  | 49,038             |
| 2016 | 97   | 29,650             |
| 2017 | 15   | 6,450              |

東日本大震災関連倒産地区別概況（2017年3月末現在）
| 地区   | 件数 | 構成比（%） | 負債総額（百万円） |
| ------ | ---- | ----------- | ------------------ |
| 北海道 | 84   | 4.67        | 25,656             |
| 東北   | 374  | 20.83       | 121,796            |
| 関東   | 950  | 52.92       | 1,166,262          |
| 中部   | 110  | 6.12        | 64,628             |
| 北陸   | 52   | 2.89        | 92,225             |
| 近畿   | 79   | 4.40        | 65,855             |
| 中国   | 22   | 1.22        | 11,157             |
| 四国   | 19   | 1.05        | 19,182             |
| 九州   | 105  | 5.84        | 49,067             |

東北・関東地方の太平洋岸では、津波による浸水で会社や工場が損壊したり社員が被災したりして打撃を受けた企業があった。臨海工業地域が大きな被害を受けたほか、倉庫が流失するなどして海沿いの物流拠点が機能しなくなったことで海上輸送にも大きな影響が出た。また、復旧したところや被害を受けていないところであっても電力不足の影響で震災直後に節電要請が出されたり、3月13日以降の計画停電によって業務の中断や見直しを迫られるなどの影響が発生した。また、原発事故の放射性物質汚染による被害・風評被害や、震災後一時的に高まった各方面での消費自粛ムードが響いた企業もあった。震災以降業績が悪化し、倒産する企業も発生している。日銀短観や帝国データバンクによる景気動向調査では、景況感が悪化したとの調査結果が出ており、帝国データバンクは、リーマン・ショックに次ぐ大幅な落ち込みであり、急激に企業の景気認識が悪化しているとしている。
震災で多くの工場や製油所が被災し操業を停止したため、製造業に大きな影響が出た。2011年5月20日、震災と福島第一原子力発電所事故の対応に追われた東京電力は、年間決算の最終損益が創業以来最大となる1兆2,473億円の赤字に転落したことを明らかにした。これは、日本の事業会社としては過去最大の赤字となる。自動車産業では、部品供給網が途切れたために国内大手メーカーのほとんどの工場が停止し、4月には操業を再開したものの、5月時点でも生産量は本格的には回復していなかった。また、紙やインキの原料となる石油化学製品の不足から出版・印刷業界に影響が生じたほか、キャップ や容器、ビール などでも供給不足が生じた。日本国外でも、自動車産業などで日本からの部品が調達できないために操業を停止した工場が出ている。
一方、一部の産業・商品では「震災特需」「復興特需」と表現される突発的な需要が発生した。また、今後復興に伴う建設需要が急増することが予想される。こういった需要の見込みから、建設業、不動産等の関連企業の株価が上昇する現象が発生した。また、それ以外にも移動電源車、防災や節電関連商品などの需要が急増して増収となった企業もある。
また農林水産業でも、津波により港湾施設・設備や養殖施設が破壊されたり、農地が浸水したり、農業施設や設備が破壊されたりして大きな被害が生じている。7月1日の農林水産省の発表によると、岩手・宮城・福島を中心に約2兆1,000億円の被害が生じておりさらに増える見込みとされた。特に三陸沖は世界三大漁場である北西太平洋海域の主要漁場とされ、被災した北海道 - 千葉の太平洋岸7道県だけで海面漁業生産量は全国の半分以上を占める漁業地帯であり、漁業だけではなく水産加工業などの関連産業も連鎖的に打撃を受けたため、影響は大きかった。また原発事故による放射性物質拡散が、一部水産物の出荷停止などの形で影響を及ぼしていて、現在も続いている。復旧は進んでいて、2011年12月時点ですべての漁港で瓦礫の撤去が完了したのをはじめ、6割の漁港で水揚げ可能となり、水揚げ量・額も11月時点で前年同月比6割程度まで回復している。しかし、復興に伴い地域主体で行ってきたこれまでのやり方を転換する漁港の集約や民間企業の参入が提案され、それに対する反発が起きていて、漁業者の生活や水産業のあり方を巻き込んだ議論となっている。
失業問題も深刻である。NHKの調査・日本総合研究所の推計によると2011年末で推定12万人が失業しているという。石巻市のある仮設住宅では年金生活者を除く約半数の世帯が震災で仕事を失った。特に自営業者の失業率が高い。またその後続々と失業保険による給付が打ち切られていくという。

## 震災による品薄

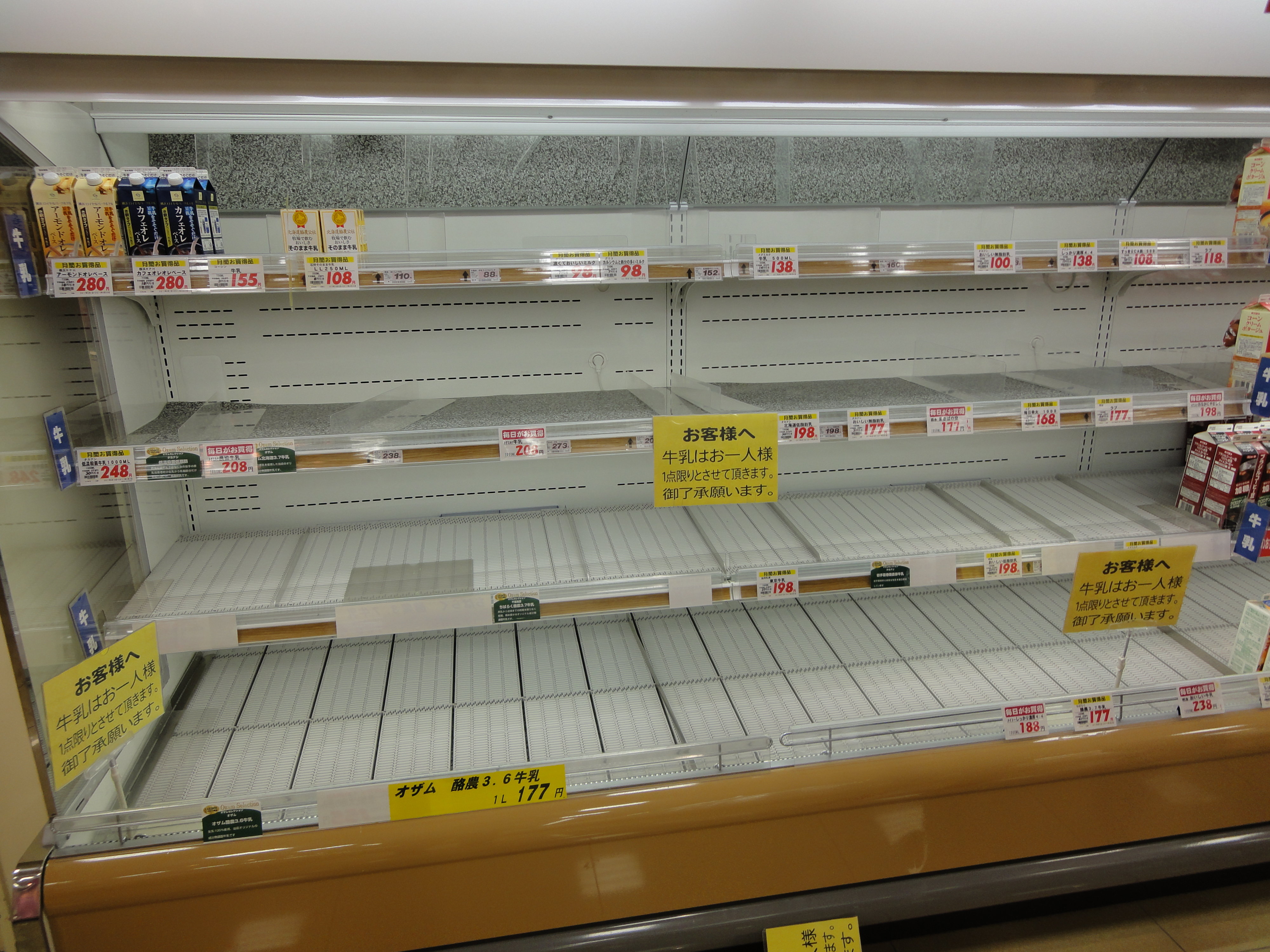
震災後は買い占めが起きた（2011年3月18日撮影）

震災直後、津波の甚大な被害を受けた被災地はなおのこと、東北地方・関東地方の広い範囲で、物流停止・生産停止の影響による様々な商品の不足が発生した。震災による心理的不安も拍車をかけて、食料品や飲料、燃料、防災関連商品の買いだめが起きた。1つでも部品の生産が止まると全体で製造が滞る製造業では、自動車などの高度な生産品ほど影響が長期化した。また、計画停電による生産減少が品薄につながった例もあった。

## 復旧・復興費用
世界銀行は3月下旬の段階で、東日本大震災による経済的な損失が最大で2,350億ドル（日本円にしておよそ19兆円）になるとの見通しを発表。これは、阪神・淡路大震災の被害額である1,000億ドルを大きく上回っている。また日本政府も3月23日に、直接的な被害額は原発事故に係るものを除いても16 - 25兆円に達すると発表した。
その後政府は7月29日に復興基本方針を発表、インフラ復旧や仮設住宅建設などに5年間で19兆円、10年間で国と地方合わせて総額23兆円程度の予算規模とする見込みとし、その中の13兆円を歳出削減や増税で賄うとした。なお、10月21日決定の平成23年度（2011年度）第3次補正予算案には11.5兆円の復興債発行予定が盛り込まれるなど、不足額や当面の費用は復興債での補填が行われる見込みで、2010年から続いている欧州ソブリン危機を尻目に増加し続ける、日本国債発行額や財政問題とも絡んだ国・地方の借入金増加が懸念される状況にある。
齊藤誠は『震災復興の政治経済学 津波被災と原発危機の分離と交錯』（2015年）で、今まで言われていた経済損失が過剰であり、結果として復興対策が過剰になったとしている。
なお、復興予算を巡る利権構造も含めた予算の運用の正当性やコストパフォーマンスの是非を疑問視する声も存在しており、予算が流用された事例としては、捕鯨産業の赤字の補填やシーシェパードへの対策、核融合エネルギーの研究費、国会議事堂や合同庁舎の修繕費などがある。東日本大震災関連の犯罪・問題行為#自治体による問題行為も参照。